# Liparis schantarensis
Liparis schantarensis és una espècie de peix pertanyent a la família dels lipàrids.

## Descripció
- El mascle fa 7,4 cm de llargària màxima i la femella 6,2.
- Nombre de vèrtebres: 39-40.[6][7]

## Hàbitat
És un peix marí, demersal i de clima polar que viu entre 0-16 m de fondària.

## Distribució geogràfica
Es troba al mar d'Okhotsk.

## Observacions
És inofensiu per als humans.